# (500578) 2012 UV82
(500578) 2012 UV82 es un asteroide perteneciente al cinturón de asteroides descubierto el 25 de julio de 2011 por el equipo del Pan-STARRS desde el Observatorio de Haleakala, Hawái, Estados Unidos.

## Designación y nombre
Designado provisionalmente como 2012 UV82.

## Características orbitales
2012 UV82 está situado a una distancia media del Sol de 3,031 ua, pudiendo alejarse hasta 3,366 ua y acercarse hasta 2,696 ua. Su excentricidad es 0,110 y la inclinación orbital 8,452 grados. Emplea 1927,87 días en completar una órbita alrededor del Sol.

## Características físicas
La magnitud absoluta de 2012 UV82 es 16,4. 